# 鐵線橋 (地名)
鐵線橋，是臺灣臺南市新營區的一個傳統地域名稱，位於該區西南半葉的東南部。相較於今日行政區，其範圍大致包括五興里不含西南部及東南端及北部邊界地帶中西部一小段、姑爺里東南部北段、太南里南部中段。

## 歷史
台灣日治初期，鐵線橋地區為一街庄，稱為「鐵線橋庄」，隸屬於鐵線橋堡。該庄昔日西北與下角帶圍庄為鄰，北與太子宮庄為鄰，東北與舊廍庄為鄰，東邊及南邊東段隔急水溪與八老爺庄、十六甲庄為界，南邊西段為大墩藔庄，西邊為秀才庄、姑爺庄。
1901年（日治明治三十四年）11月11日，全台廢縣廳改設二十廳，該庄隸屬於鹽水港廳。1904年（明治三十七年）4月1日，該庄編入「鐵線橋區」，隸屬於鹽水港廳。1906年（明治三十九年）4月1日，鹽水港廳內管轄區域調整，該庄改編入「查畝營區」。1909年（明治四十二年）10月25日，全台合併二十廳為十二廳，查畝營區改隸屬於嘉義廳。1920年（大正九年）10月1日，全台地方制度大改正，廢十二廳改設五州二廳，該庄改制為「鐵線橋」大字，隸屬於臺南州新營郡新營庄。1933年（昭和八年）12月，新營庄升格為新營街。
戰後新營街改制為新營鎮，隸屬於臺南縣，大字亦改制為里。1950年10月25日，雲、嘉、南分治，新營鎮仍隸屬於臺南縣。1981年12月25日，新營鎮改制為新營市。2010年12月25日，臺南縣、市合併為直轄臺南市，新營市改制為新營區。

## 聚落
本地區發展較早的聚落有鐵線橋、五間厝等，在日治期初期的官方地圖上已有記載。

## 交通
國道1號又稱「中山高速公路」，是台灣西部兩條南縱向高速公路之一，經過本地區西北部。最近的交流道在北側為縣道172號交會處的新營交流道，在南側為省道台84線（東西向快速公路－北門玉井線）交會處的下營系統交流道及縣道176號交會處的麻豆交流道，由此等進入可快速前往台灣西部南北各地。
省道台19甲線是鹽水至赤崁的幹道，經過本地區五間厝聚落東側及鐵線橋聚落西郊。由該道路北行可前往鹽水區，並止於鹽水市區南側的省道台19線轉角路口；南行可前往下營區、麻豆區、善化區、新市區等地。
區道南70線是宅港至八老爺的道路，經過本地區主聚落。
區道南73-2線是莿桐寮至五間厝的道路，其東側端點（終點）位於本地區五間厝聚落的省道台19甲線路口。
區道南75線是太子宮至八翁的道路，經過本地區東北部邊界地帶。

## 學校
- 新橋國小

## 廟宇

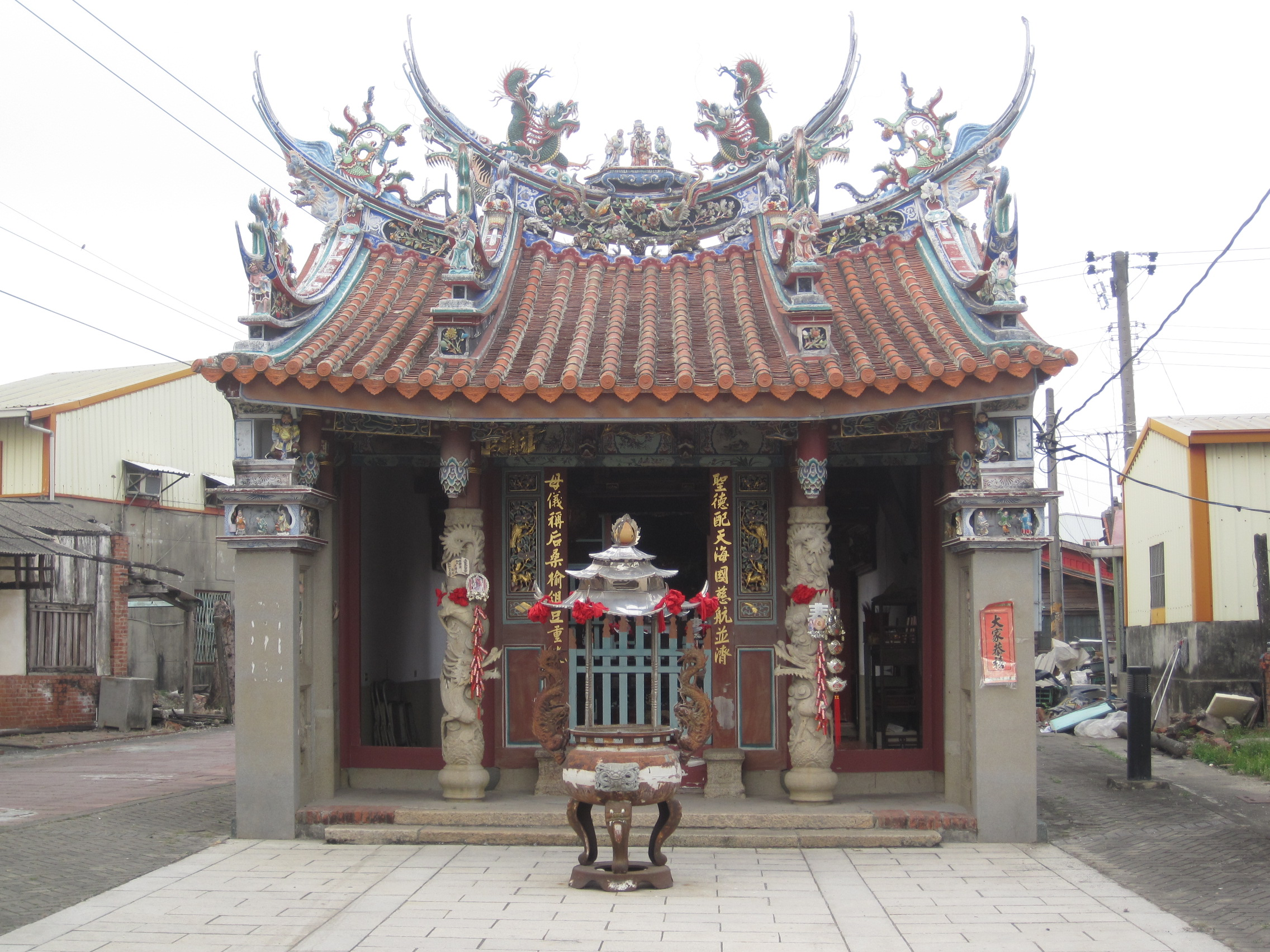
鐵線橋通濟宮舊廟

- 鐵線橋通濟宮：舊廟位於主聚落中央，為市定古蹟；新廟位於主聚落西北側